# Секретные материалы (сезон 9)
Девятый сезон американского научно-фантастического телевизионного сериала Секретные материалы выходил в эфир на территории США с 11 ноября 2001 года по 19 мая 2002 года, и состоит из двадцати эпизодов. Сезон рассказывает о событиях, произошедших после финала восьмого сезона — Existence. Агент Малдер на протяжении всего сезона скрывается, за исключением финальной серии.
Девятый сезон вызвал неоднозначную реакцию как критиков, так и поклонников сериала из-за практически полного исчезновения героя Дэвида Духовны, после выполнения его контракта в предыдущем сезоне.

## В ролях

### Главные актёры
- Джиллиан Андерсон — Дана Скалли
- Роберт Патрик — Джон Доггетт
- Аннабет Гиш — Моника Рейс
- Митч Пиледжи — Уолтер Скиннер
- Дэвид Духовны — Фокс Малдер

### Также снимались
- Джеймс Пикенс-мл. — Элвин Кёрш
- Николас Лиа — Алекс Крайчек
- Уильям Б. Дэвис — Курильщик

### Приглашённые актёры
- Кэри Элвес — помощник директора Брэд Фоллмер
- Том Брэйдвуд — Мелвин Фрохике
- Брюс Харвуд — Джон Фицджеральд Байерс
- Дин Хэглунд — Ричард Лэнгли
- Алан Дэйл — "Зубочистка"
- Адам Болдуин — Ноул Роэр
- Джефф Гулка — Гибсон Прэйз
- Шейла Ларкен — Маргарет Скалли
- Люси Лоулесс — Шэннон Макмагон
- Крис Оуэнс — Джеффри Спендер
- Лори Холден — Марита Коваррубиас
- Майкл Маккин — Моррис Флетчер
- Стивен Уильямс — Икс

## Список эпизодов
Знаком ‡ выделены эпизоды, относящиеся к т. н. «мифологии» сериала (его основной сюжетной линии).
| № общий | № в сезоне | Название                                                                           | Режиссёр        | Автор сценария                                                               | Дата премьеры   | Произв. код   | Зрители в США (млн) |
| --- | ---------- | ---------------------------------------------------------------------------------- | --------------- | ---------------------------------------------------------------------------- | --------------- | ------------- | ------------------- |
| 183 | 1          | «Ничего особенного сегодня не случилось»‡ «Nothing Important Happened Today»       | Ким Мэннэрс     | Крис Картер и Фрэнк Спотниц                                                  | 11 ноября 2001  | 9ABX01        | 10.6                |
| Подруга Доггетта по морской службе, используя свою сверхъестественную способность находиться под водой, топит по неизвестным причинам двух человек. В результате предпринятого расследования Скиннер и Доггетт попадают на завод по переработке отходов, где внезапное появление бывшей сослуживицы подвергает жизнь агента смертельной опасности. |            |                                                                                    |                 |                                                                              |                 |               |                     |
| 184 | 2          | «Ничего особенного сегодня не случилось II»‡ «Nothing Important Happened Today II» | Тони Уормби     | Крис Картер и Фрэнк Спотниц                                                  | 18 ноября 2001  | 9ABX02        | 9.4                 |
| Доггетт узнает от МакМахон, что она является биологическим роботом, продуктом военной науки пятидесятых. Тайна, которую открывает бывшая боевая подруга агента, заставляет Доггетта и Скалли пойти на крайние меры. |            |                                                                                    |                 |                                                                              |                 |               |                     |
| 185 | 3          | «Сатана» «Dæmonicus»                                                               | Фрэнк Спотниц   | Фрэнк Спотниц                                                                | 2 декабря 2001  | 9ABX03        | 8.                  |
| Доггетт и Рейес расследует странные обстоятельства убийства женщины собственным мужем, принявшего свою жену за незваного гостя, проникшего в дом. Агенты приходят к выводу, что супруги стали жертвами сатанинского культа. |            |                                                                                    |                 |                                                                              |                 |               |                     |
| 186 | 4          | «4-D» «4-D»                                                                        | Тони Уормби     | Стивен Маэда                                                                 | 9 декабря 2001  | 9ABX05        | 8.9                 |
| Убийца не остановится ни перед чем, чтобы убить Доггета и Рейес. Или нет? Единственное, в чем можно не сомневаться, так это в том, что он на шаг впереди агентов. |            |                                                                                    |                 |                                                                              |                 |               |                     |
| 187 | 5          | «Повелитель мух» «Lord of the Flies»                                               | Ким Мэннэрс     | Томас Шнауц                                                                  | 16 декабря 2001 | 9ABX06        | 9.9                 |
| Во время записи трюков для кабельного шоу погибает подросток. Но причиной его гибели может оказаться не просто неудачное падение. |            |                                                                                    |                 |                                                                              |                 |               |                     |
| 188 | 6          | «Никому не верь»‡ «Trust No 1»                                                     | Тони Уормби     | Крис Картер и Фрэнк Спотниц                                                  | 6 января 2002   | 9ABX08        | 8.4                 |
| Скалли надеется на возвращение Малдера, когда информация, полученная от незнакомца, заставляет её задуматься о том, что заставило Малдера скрыться. А её доверие незнакомцу может стоить Малдеру жизни. |            |                                                                                    |                 |                                                                              |                 |               |                     |
| 189 | 7          | «Джон Доу» «John Doe»                                                              | Мишель Макларен | Винс Гиллиган                                                                | 13 января 2002  | 9ABX07        | 8.7                 |
| Не зная ни своего имени, ни своего прошлого, Доггетт бродит по пыльным улицам мексиканского городка. Он пытается восстановить своё прошлое. Как он потерял память. И как оказался в незнакомом городе. |            |                                                                                    |                 |                                                                              |                 |               |                     |
| 190 | 8          | «Пленник ада» «Hellbound»                                                          | Ким Мэннэрс     | Дэвид Аманн                                                                  | 27 января 2002  | 9ABX04        | 7.8                 |
| Убежденная, что перед ней очередное дело из серии секретных материалов, Рейес ищет убийцу, который заживо сдирает с людей кожу. Но агента не покидает ощущение странной личной причастности к делу. |            |                                                                                    |                 |                                                                              |                 |               |                     |
| 191 | 9          | «Происхождение»‡ «Provenance»                                                      | Ким Мэннэрс     | Крис Картер и Фрэнк Спотниц                                                  | 3 марта 2002    | 9ABX10        | 9.7                 |
| При пересечении границы погибает нарушитель. Руководство ФБР пытается скрыть от Скалли, что погибший является агентом, внедрённым в секту, поклоняющуюся культу НЛО. В это время религиозные фанатики готовят очередную страшную акцию. |            |                                                                                    |                 |                                                                              |                 |               |                     |
| 192 | 10         | «Провидение»‡ «Providence»                                                         | Крис Картер     | Крис Картер и Фрэнк Спотниц                                                  | 10 марта 2002   | 9ABX11        | 8.4                 |
| Заполучив рисунки с поверхности космического корабля, ФБР прячет их от сотрудников отдела секретные материалы, и есть только один человек, который может объяснить значение таинственных символов — Скалли. |            |                                                                                    |                 |                                                                              |                 |               |                     |
| 193 | 11         | «Одри Поли» «Audrey Pauley»                                                        | Ким Мэннэрс     | Стивен Маэда                                                                 | 17 марта 2002   | 9ABX13        | 8.0                 |
| Доггет и Скалли ищут ответы на вопросы, как спасти жизнь Рейс после ранения в ужасной автокатастрофе. Однако Рейс также пытается остаться в живых в неизвестности между жизнью и смертью. |            |                                                                                    |                 |                                                                              |                 |               |                     |
| 194 | 12         | «Подноготная» «Underneath»                                                         | Джон Шибан      | Джон Шибан                                                                   | 31 марта 2002   | 9ABX09        | 7.3                 |
| Когда случай из его прошлого повторяется, Доггет твердо стоит на своем первоначальном заключении, которое не совпадает с теорией Скалли и Рейс. |            |                                                                                    |                 |                                                                              |                 |               |                     |
| 195 | 13         | «Невероятно» «Improbable»                                                          | Крис Картер     | Крис Картер                                                                  | 7 апреля 2002   | 9ABX14        | 9.1                 |
| Агенты полагаются на собственные познания в нумерологии и таинственного незнакомца, помогающего поймать серийного убийцу. |            |                                                                                    |                 |                                                                              |                 |               |                     |
| 196 | 14         | «Страшные монстры» «Scary Monsters»                                                | Дуайт Литтл     | Томас Шнауц                                                                  | 14 апреля 2002  | 9ABX12        | 8.2                 |
| Агенты расследуют загадочную смерть женщины. Скалли обнаруживает необъяснимое сходство гибели женщины и её кота. Малолетний сын погибшей утверждает, будто его мать и кота убили монстры. Доггетт и Рейес уверены, что жизнь мальчика под угрозой. Агентам сначала даже не приходит в голову, что именно мальчик представляет опасность для окружающих. |            |                                                                                    |                 |                                                                              |                 |               |                     |
| 197 | 15         | «Прыжок через акулу» «Jump The Shark»                                              | Клифф Боул      | Винс Гиллиган и Джон Шибан и Фрэнк Спотниц                                   | 21 апреля 2002  | 9ABX15        | 8.6                 |
| На Карибских островах с яхты Морриса Флетчера злоумышленники похищают девушку, а судно взрывают. Моррис настаивает на участии в расследовании Рейес и Доггетта. Пострадавшему удается заинтересовать агентов, которые надеются с его помощью выйти на совершенного солдата. В ходе следствия выявляются факты, ставящие под сомнение невиновность жертвы. |            |                                                                                    |                 |                                                                              |                 |               |                     |
| 198 | 16         | «Уильям»‡ «William»                                                                | Дэвид Духовны   | Сюжет: Дэвид Духовны и Фрэнк Спотниц и Крис Картер Телесценарий: Крис Картер | 28 апреля 2002  | 9ABX17        | 9.3                 |
| Доггетт задерживает в своём офисе незнакомца с обезображенным лицом, утверждающего, что его уродство — последствие провалившегося правительственного эксперимента по превращению его в инопланетянина. Результат взятого у незнакомца теста на ДНК не только не вносит ясности, но и создаёт ещё большую путаницу. Оказавшись в квартире Скалли, неизвестный делает маленькому Уильяму инъекцию. |            |                                                                                    |                 |                                                                              |                 |               |                     |
| 199 | 17         | «Освобождение» «Release»                                                           | Ким Мэннэрс     | Сюжет: Джон Шибан и Дэвид Аманн Телесценарий: Дэвид Аманн                    | 5 мая 2002      | 9ABX16        | 7.8                 |
| Доггетт по анонимной наводке находит замурованный в стене труп. Скалли обнаруживает сходство почерка преступления с убийством сына Доггетта, совершенного 9 лет назад. Молодой курсант ФБР помогает безутешному отцу выйти на след предполагаемого злоумышленника. Однако скоро выясняется, что курсант учится в академии под вымышленной фамилией. |            |                                                                                    |                 |                                                                              |                 |               |                     |
| 200 | 18         | «Солнечные деньки» «Sunshine Days»                                                 | Винс Гиллиган   | Винс Гиллиган                                                                | 12 мая 2002     | 9ABX18        | 10.4                |
| Происходят два загадочных убийства в точной копии дома Бредли из популярного телесериала. Агенты пытаются найти связь между этими преступлениями и человеком, живущим в доме. Доггету и Рейес удается выяснить, что владелец особняка Оливер Мартин обладает психокинетическими способностями. Пользуясь удивительным даром, он подвергает себя смертельной опасности. |            |                                                                                    |                 |                                                                              |                 |               |                     |
| 201202 | 1920       | «Истина»‡ «The Truth»                                                              | Ким Мэннэрс     | Крис Картер                                                                  | 19 мая 2002     | 9ABX19 9ABX20 | 13.25               |
| Пытаясь проникнуть в военный засекреченный комплекс, Малдер убивает человека. Бывшего агента ФБР судит военный трибунал. Скиннер, выступающий адвокатом подзащитного, чтобы оправдать Малдера, пытается доказать существование инопланетного заговора внутри правительства. Сам Малдер отказывается давать показания, которые могли бы спасти его жизнь... Несмотря на доказательства Доггета и других свидетелей защиты, что человек, убитый Малдером, на самом деле является суперсолдатом, которого нельзя уничтожить, Малдера, тем не менее приговаривают к смертной казни. Скиннер и Доггет помогают Малдеру бежать вместе со Скалли. Но вместо того, чтобы бежать из страны, бывший агент ФБР отправляется на поиски истины... |            |                                                                                    |                 |                                                                              |                 |               |                     |